# Policitemija
Policitemija predstavlja stanje kod koga postoji povećanje broja eritrocita (crvenih krvnih zrnaca) iznad vrednosti koje su normalne za pol i za uzrast.
U pitanju je bolest čiji uzrok nije u potpunosti poznat. Brojni autori navode genetsku predispoziciju za njen nastanak, ali izgleda da je potrebno delovanje faktora spoljašnje sredine koji su okidač za njen nastanak. Policitemija rubra vera se naziva i primarna policitemija.
Statistički podaci pokazuju da se policitemija rubra vera javlja otprilike na svakih milion osoba. Primarno se mislilo da od ove bolesti više obolevaju pripadnici jevrejske zajednice, ali se ispostavilo da sve rase i etničke zajednice imaju podjednaku verovatnoću od obolevanja. Ova bolest se najčešće javlja kod osoba starijih od 60 godina, mada se može javiti bilo kada tokom života.

## Klinička manifestacija
Najčešće, manifestacija policitemije nastaju zbog prekomerne gustine krvi i smanjenog dopremanja kiseonika u tkiva i najčešće su: 
- glavobolja, nesvestica, poremećaji vida, intermitentne klaudikacije i angina pektoris
- često postoji zujanje u ušima (tinitus) i
- može da dođe do pojave krvarenja (krvarenje iz nosa, desni, iz digestivnih organa i na koži)
- često se javljaju tromboembolijske komplikacije
- kada postoji uvećanje slezine (splenomegalija) i jetre (hepatomegalija), javlja se rana sitost nakon obroka
- često se javlja svrab na koži (pruritus)
- često se javlja povišeni krvni pritisak
- Osećaj nabreklosti tela, skotomi (tamne mrlje pred očima).

## Dijagnoza
Anamneza sa kliničkom slikom nije dovoljna da se postavi dijagnoza, ali u velikoj meri pomaže. Za postavljanje dijagnoze, mora se načiniti kompletna krvna slika u više navrata. Često pored uvećanja broja crvenih krvnih zrnaca postoji i uvećanje broja belih krvnih zrnaca i trombocita. Testovi koagulacije krvi su najčešće potpuno normalni. Najčešće se definitivna dijagnoza postavlja uzimanjem uzorka koštane srži. Često se nalaze povišeni nivoi vitamina B12 i povećano izlučivanje ureje. Uvećanje jetre i slezine se može videti ultrazvučnim snimanjem ili kompjuterizovanom tomografijom.

## Lečenje
Najčešće se u lečenju ove bolesti koristi terapijsko ispuštanje krvi (flebotomija). Kao dopuna se ordiniraju antiagregacioni lekovi (aspirin u dozi od 100 mg dnevno) i oralni antikoagulantni lekovi (varfarin, kumarin). Kod ozbiljnih slučajeva dolazi u obzir i hemioterapijsko lečenje.

## Životni vek
Sa regularnim hematološkim proverama i terapijom, ljudi sa dijagnostikovanom policitemijom, mogu živeti 30-40 godina, čak i duže.